# Anisostachya ambositrensis
Anisostachya ambositrensis är en akantusväxtart som beskrevs av Raymond Benoist. Anisostachya ambositrensis ingår i släktet Anisostachya och familjen akantusväxter. Inga underarter finns listade i Catalogue of Life.